# Isoguanosine
L'isoguanosine, ou crotonoside, est un nucléoside synthétique dont la base nucléique est l'isoguanine et l'ose est le β-D-ribofuranose. C'est un isomère de la guanosine dans lequel les groupes amine et carbonyle sont intervertis :

Isoguanosine
Guanosine

L'isoguanosine peut former une paire de bases Watson-Crick avec l'isocytidine, et est utilisée en laboratoire dans l'étude d'analogues d'acides nucléiques synthétiques contenant des paires de bases isoguanine-isocytosine,.